# Cordulecerus maclachlani
Cordulecerus maclachlani är en insektsart som beskrevs av Sélys-longchamps 1871. Cordulecerus maclachlani ingår i släktet Cordulecerus och familjen fjärilsländor. Inga underarter finns listade i Catalogue of Life.